# Cantón de Le Faouët
El cantón de Le Faouët era una división administrativa francesa, que estaba situada en el departamento de Morbihan y la región de Bretaña.

## Composición
El cantón estaba formado por seis comunas:
- Berné
- Guiscriff
- Lanvénégen
- Le Faouët
- Meslan
- Priziac

## Supresión del cantón de Le Faouët
En aplicación del Decreto n.º 2014-215 de 21 de febrero de 2014, el cantón de Le Faouët fue suprimido el 22 de marzo de 2015 y sus 6 comunas pasaron a formar parte del nuevo cantón de Gourin.